# Юта
Вижте пояснителната страница за други значения на Юта.
Юта (на английски: Utah) е щат в САЩ, разположен в района на Скалистите планини със столица Солт Лейк Сити, чийто пощенски код е UT. Юта има население от 2 995 919 души (2015) и е с обща площ от 219 887 km². На североизток граничи с Уайоминг, на изток с Колорадо, на юг с Аризона и на запад с Невада. На север се намира щатът Айдахо. Най-голямата река е Колорадо, а в Северна Юта се намира едно от най-големите езера в САЩ, Голямото солено езеро. Климатът е континентален и 30% от територията е покрита с гори. Името на щата идва от индиански и означава „хора от планините“.
Природата на Юта е една от най-разнообразните в геологическо отношение. Щатът има 5 национални парка, релефът варира от високопланински до пустинен.
Повече от 75% от населението е заето в сферата на обслужването.
В Юта са развити информационните технологии и научноизследователската дейност, а също така и туризмът.
Тук се добиват 200 вида полезни изкопаеми с промишлено значение. Най-важните са нефт, природен газ и въглища. Нефт се добива от 1948 г.
Юта има една от най-високите раждаемости и една от най-ниските смъртности в САЩ. Жителите на щата са много консервативни и като правило гласуват за Републиканската партия.

## Българи в Юта
- Делян Тихомиров Аспарухов, студент в Масачузетския технологичен институт, напуснал го, за да реализира проекта си Nightingale, финансиран със 100 хил. долара от Thiel Fellowship[1];
- Елена Аспарухова, доцент, преподавател в Университета в Юта.

## Градове
- Американ Форк
- Баунтифъл
- Блъфдейл
- Уест Вали Сити
- Кейсвил
- Клиърфийлд
- Лейтън
- Лихай
- Лоуган
- Мъри
- Парк Сити
- Пейсън
- Плезант Гроув
- Прово
- Рой
- Санди
- Санта Клара
- Сейнт Джордж
- Сидър Сити
- Солт Лейк Сити
- Спаниш Форк
- Спрингвил

## Окръзи
Юта се състои от 29 окръга:
- Айрън
- Бийвър
- Бокс Елдър
- Гарфийлд
- Гранд
- Дагет
- Дейвис
- Джуаб
- Душейн
- Емъри
- Карбън
- Кейн
- Кеш
- Милард
- Морган
- Пают
- Рич
- Санпит
- Сан Хуан
- Севиър
- Солт Лейк
- Съмит
- Туилъ
- Уосач
- Уебър
- Уейн
- Уошингтън
- Юинта
- Юта